# Palau d'Alarcó
El palau d'Alarcó, situat a la plaça de la Trinitat, al centre històric de la localitat de Xàtiva, a la comarca de la Costera, País Valencià, està declarat Bé d'interès cultural, amb número d'anotació ministerial RI-51-0004465 i data de la disposició de 27 de gener de 1981.

## Història
El palau és considerat com l'edifici civil, no públic, més monumental de Xàtiva, tot i estar datat al segle xviii (considerant que la seua construcció es va realitzar després de l'incendi de la ciutat el 1707, però que va haver acabat abans de 1730), hi ha evidències de la seua existència al segle xvii, quan era residència de la família Cabanilles, comtes del Casal. Posteriorment va pertànyer a la família de Pedro Guerola. El 1760 Carlos Ruiz d'Alarcón va comprar l'edifici, passant a donar-li el seu nom. Després va ser, des de seu del Govern Civil de la província de Xàtiva, a col·legi, sindicat, fàbrica i magatzem, fins que el 1981, ja en ruïnes i a punt de ser enderrocat, va ser adquirit per l'Ajuntament, passant a propietat municipal. Va ser restaurat pels arquitectes Camilo i Cristina Grau García el 1983 en l'actualitat alberga els jutjats.

## Descripció

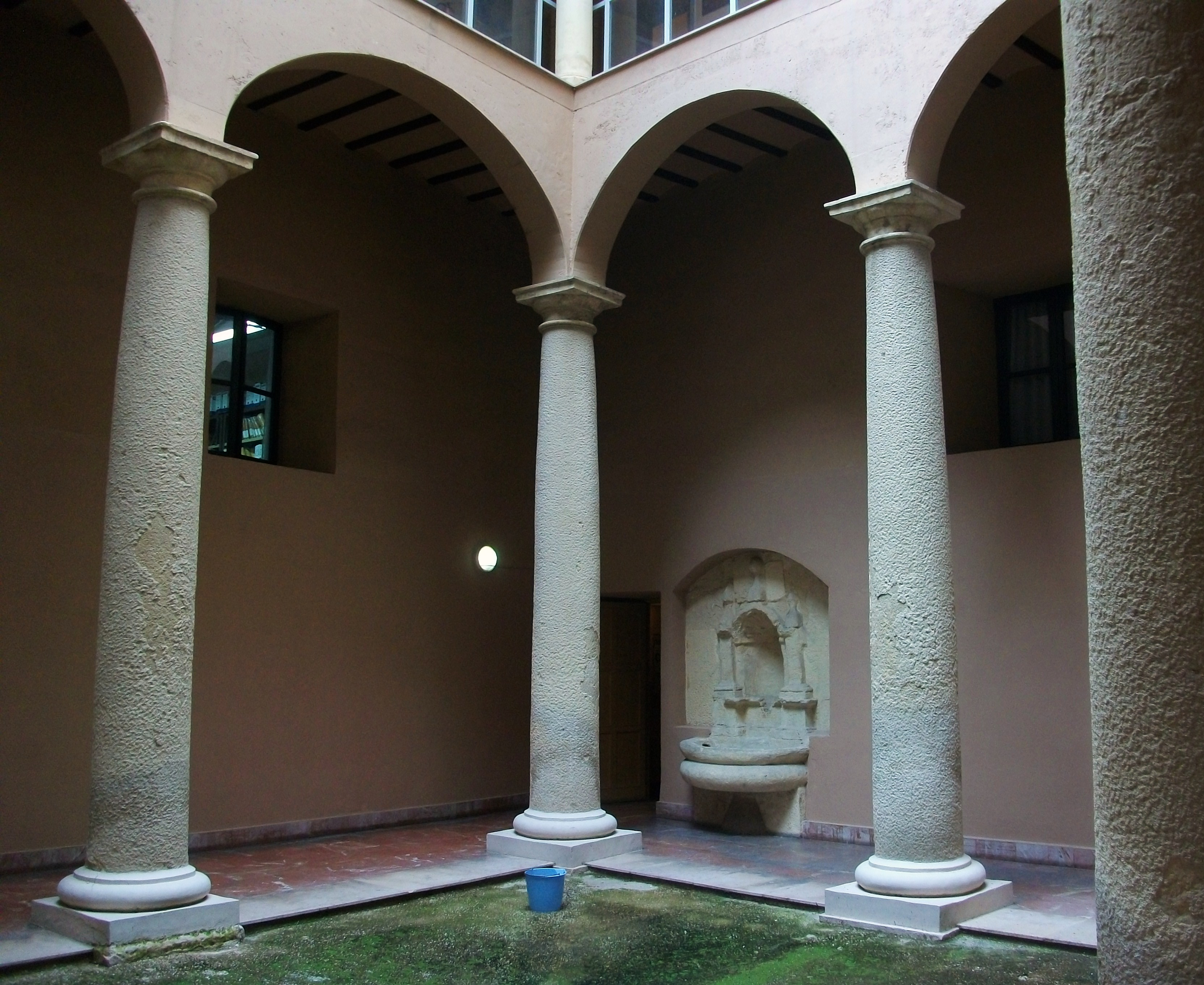
Pati del palau

La singularitat d'aquest palau rau en el sincretisme entre la planta (de possible influència castellana), amb l'únic pati claustral privat i els materials usats en l'ornamentació, que són els típics de barroc valencià de primera meitat del segle XVIII: ceràmica, forja i fusteria.
Té planta trapezoïdal, adaptant-se a la cantonada de l'illa de la qual forma part, i per això fa xamfrà i presenta tres façanes que recauen en diferents carrers. Té el palau semisoterrani, entresòl, planta noble i andana. A la planta inferior destaca l'existència d'un pati interior amb set arcades de columnes toscanes, realitzades en pedra calcària d'una sola peça. S'accedeix a la planta superior per un vestíbul de bigues de fusta, després del qual, i a la seua esquerra, hi ha una escala que dona pas a la planta noble (la qual es considera de construcció posterior per la utilització de maó com a element constructiu). L'escala té passamans de fusta sobre barrots de ferro, amb cantoneres de fusta en els graons i rajoles a les contrapetges.
Per la seua banda, la façana principal, que dona al carrer de Montcada, té l'eix desplaçat per enfrontar directament amb aquesta. La seua construcció és de carreu fins a la primera planta, on aquest material és substituït pel totxo arrebossat. La portada, també realitzada en pedra, té dovelles que formen un arc de mig punt, l'intradós del qual és de llinda. Damunt de la portada es troba l'escut dels Ruiz d'Alarcón (possiblement afegit cap al 1788, any en què Carles III va concedir el privilegi de la noblesa als Ruiz d'Alarcón). A la part dreta de la portada s'obre un va rectangular. A la planta noble s'obren dos buits rectangulars units per un balcó corregut de ferro amb tornapuntes que donen suport a l'entresòl. Finalment, la part superior mostra una galeria d'arquets de mig punt que il·luminen l'andana.